# Kroondal
Kroondal (ursprünglich Kronendal) ist eine Ortschaft in der südafrikanischen Provinz Nordwest. Sie gehört zur Rustenburg Local Municipality und ist selbst keine Verwaltungseinheit.

## Geographie
Westlich von Kroondal fließt in Nord-Süd-Richtung der Hex River.

## Geschichte
Anders als in manchen Quellen dargestellt, war Kroondal nie der Sitz einer Missionsstation. Die hier befindliche Farm namens Kronendal – laut mancher Quelle 1843 erbaut – wurde 1878 von dem Hermannsburger Missionar Christian Müller treuhänderisch erworben, um dem Baphalane-Stamm, bei dem Müller stationiert war, ein besseres Siedlungsgebiet anzubieten (deren Stammgebiet war von Malaria befallen). Die Baphalane konnten jedoch die nötigen Zahlungen für die Farm nicht leisten, weshalb Müller 1889 mit einigen weiteren Hermannsburger Missionaren und deutschen Siedlern beschloss, sich dort selbst niederzulassen. Im selben Jahr wurde die Siedlung vermessen, parzelliert und in Kroondal umbenannt. 1892 wurde eine Schule eingerichtet (siehe unten).
Im Zweiten Burenkrieg wurden einige Gebäude, darunter die Schule und die Mühle, von den Briten zerstört und Einwohner in Konzentrationslager verschleppt.

## Bildung: Deutsche Schule Kroondal

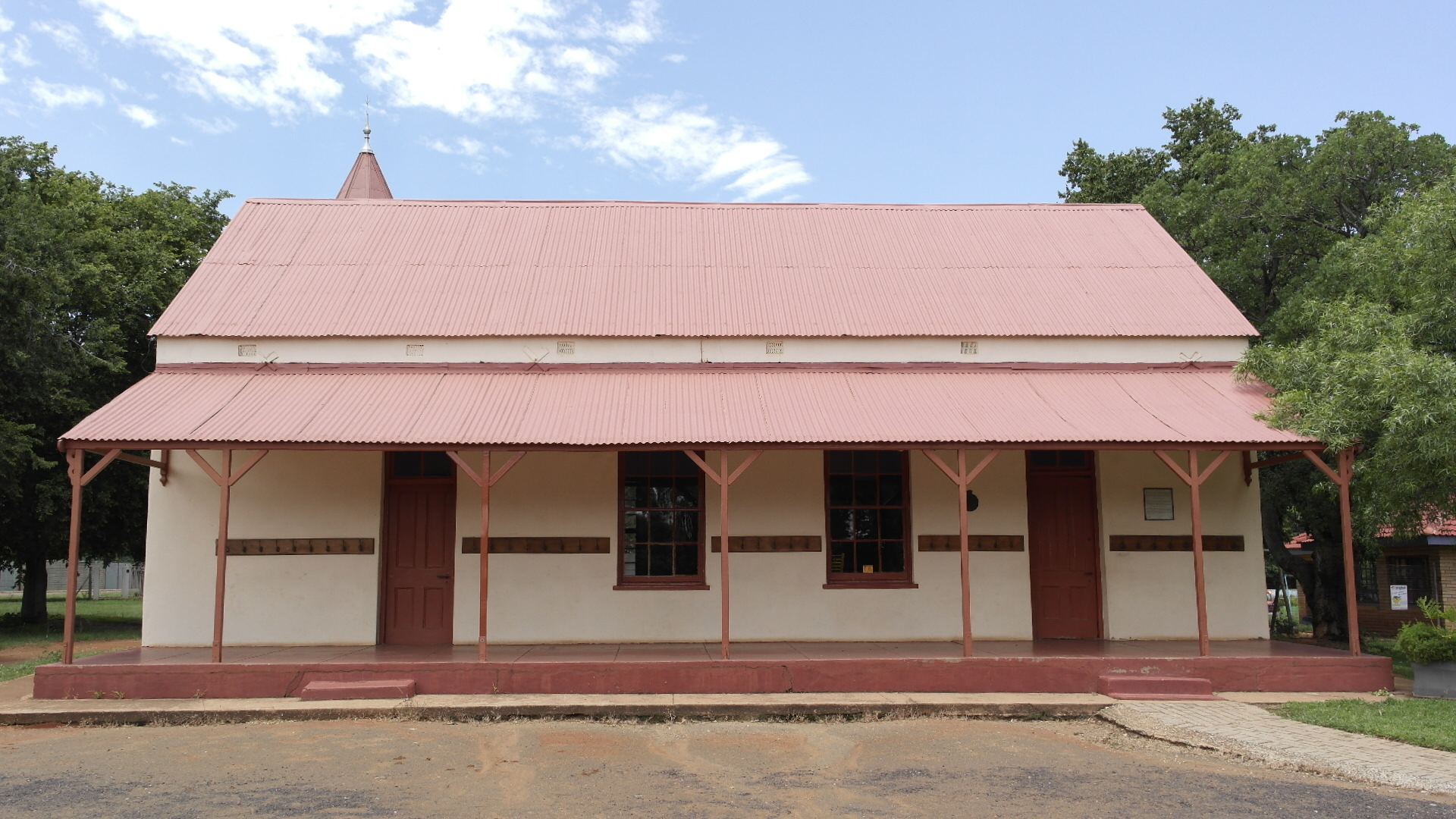
Deutsche Schule Kroondal

Seit 1892 gibt es die Deutsche Schule Kroondal. Zunächst wurden 13 Schüler in einer Lehmhütte unterrichtet. Dann wurde 1898 das erste Schulgebäude erbaut, welches allerdings wenig später im Burenkrieg demoliert wurde. Nach dem Krieg wurde das Gebäude wiederaufgebaut, sodass dort 1902 wieder Unterricht abgehalten werden konnte. 1904 wurde der Schulverein gegründet, der heute noch besteht, und ein Kinderheim errichtet. Die Schülerzahl wuchs in den Folgejahren an (60 Schüler im Jahr 1916), woraufhin 1922 ein zweites Gebäude mit zwei Klassenzimmern gebaut wurde. 1952 wurde schließlich das heutige Schulgebäude errichtet, das in den nachfolgenden Jahrzehnten teilweise modernisiert wurde.

## Wirtschaft und Verkehr
An Kroondal führt südlich die Nationalstraße National Route 4 vorbei, die hier eine Anschlussstelle an die Regional Route 104 hat und den Ort mit Rustenburg und Pretoria verbindet.
1889 wurde in Kroondal von Georg Ottermann eine Wassermühle errichtet. Diese war die einzige in der Gegend, die durch ein Siebsystem gesiebtes Mehl produzieren konnte. Im Burenkrieg wurde auch dieses Gebäude zerstört. 1903 wurde die Mühle wiederaufgebaut und war nach mehreren Vergrößerungen und Umzügen bis 1994 in Betrieb. Heute ist das ehemalige Mühlengebäude ein Restaurant.
Seit 1999 gibt es in Kroondal ein Bergwerk zur Förderung von Platinmetallen aus dem Bushveld-Komplex mit über 8000 Beschäftigten (Stand 31. Dezember 2023). Weitere Wirtschaftszweige sind der Tourismus und in geringerem Maße Ackerbau (Tabak, Zitrusfrüchten, Weizen, Mais, Sonnenblumen) sowie Rinderzucht.

## Kultur und Sehenswürdigkeiten
In Kroondal gibt es eine große deutschsprachige Gemeinde, die seit der Gründung der Siedlung eine eigene Sprachvariante entwickelt hat. Diese enthält aufgrund der Herkunft der Siedlungsgründer viele niederdeutsche Elemente und wurde 2024 wissenschaftlich untersucht.
Neben der deutschen Sprache haben sich auch deutsche Traditionen über die Generationen erhalten. Die evangelisch-lutherische Gemeinde umfasste 2014 über 400 Mitglieder, von denen ca. 80 % Deutsch als Muttersprache hatten, der Rest überwiegend Afrikaans.

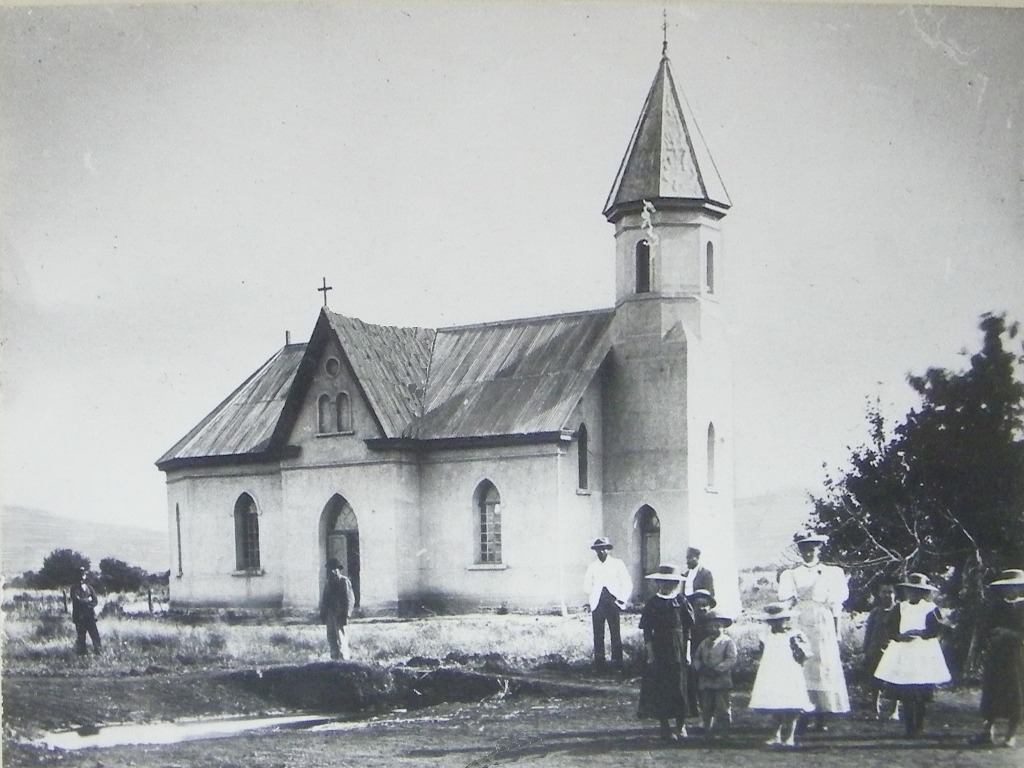
Alte evangelisch-lutherische Kirche, 1896

Die alte deutsche evangelisch-lutherische Kirche, erbaut 1896 und renoviert von 1979 bis 1982, sowie das erste Schulgebäude von 1898 stehen als National Heritage Site unter Denkmalschutz.

## Persönlichkeiten
- Peter Große (* 1940), 1968–1971 Leiter der Deutschen Schule Kroondal